# Oktoberrevolutionen i Portugal
Oktoberrevolutionen i Portugal (coup d'état) var et republikansk statskup der fandt sted i Portugal den 5. oktober 1910, det førte til afskaffelsen af monarkiet og kong Manuel 2. gik af, det blev også grundlæggelsen af Portugals første republik.
Før kuppet gik statsminister João Franco af, og i eksil. Der blev afholdt et nyt valg, men fraktioner hindrede dannelsen af en stabil regering. Den 1. oktober 1910 førte et besøg fra den daværende brasilianske præsident, Hermes da Fonseca til store republikanske demonstrationer. Den 3. oktober nægtede hæren at slå ned ved mytteriet på portugisiske krigsskibe, som havde ankret sig i mundingen af Tajo-floden, og tog hellere positioner rundt omkring Lissabon. Den 4. oktober begyndte to af krigsskibene at bombardere det kongelige palads, noget som tvang Manuel 2. og hans kongelige familie til at flygte til Storbritannien. Den 5. oktober blev en republikansk regering organiseret og indført, med forfatteren Teófilo Braga som præsident.
Involveringen af krigsskibe i revolutionen mindede meget om lignende involveringer i både oktoberrevolutionen i Rusland i 1917, og novemberrevolutionen i Tyskland i 1918.